# Stilleven met vruchten en kastanjes
Stilleven met vruchten en kastanjes is een schilderij dat lange tijd voor een vervalsing was aangezien, maar in 2019 toch werd aanvaard als authentiek. De afbeelding van twee peren, een appel en een handvol kastanjes, in het Fine Arts Museums of San Francisco suggereert een herfstcompositie en wordt door specialisten in het Van Gogh Museum in het najaar van 1886 gedateerd.
Op de achterkant van het canvas staat de tekst "Nature mort, paint par Vincent van Gogh".
In 1960 was het schilderij aan dit museum geschonken. Op dat moment werd nog verondersteld dat het in 1884 door Van Gogh in Nuenen was vervaardigd en dat de kleuring ongebruikelijk leek voor die periode, hetgeen twijfels opriep. Daarom werd dit werk niet opgenomen in de twee standaard Van Gogh-catalogi van Jacob-Bart de la Faille (1970) en Jan Hulsker (1996) en meer recentelijk afgewezen door Walter Feilchenfeldt (2013).
Specialisten van het Van Gogh Museum in Amsterdam hebben het uiteindelijk als authentiek geaccepteerd: doek en de verf bleken overeen te komen met wat bekend is van het werk van Van Gogh. Stilistisch wordt het passend geacht bij de stillevens die de kunstenaar tussen oktober en december 1886 in Parijs maakte.
Er is een verwijzing bekend naar een werk getiteld "peren en kastanjes" in een inventaris uit 1890, kort na zijn dood, met het woord "Bernard" toegevoegd, waarschijnlijk een verwijzing naar zijn vriend Emile Bernard. Bernard's moeder verkocht een werk met die titel en dezelfde afmetingen aan de Parijse kunsthandelaar Ambroise Vollard in 1899.
Infraroodreflectografie onthulde dat het canvas opnieuw was gebruikt. Oorspronkelijk had Van Gogh er een portret op geschilderd. Dat originele portret lijkt een vrouw te zijn die een sjaal draagt, waarschijnlijk een paar maanden eerder gemaakt toen hij in Antwerpen verbleef.